# Akın Kuloğlu
Akın Kuloğlu (* 6. Februar 1972 in Kutaissi, Georgische SSR; † 20. August 2001 in Chicago, USA) war ein türkischer Boxer georgischer Herkunft. Er wurde geboren als Akaki Kakauridse (georgisch აკაკი კაკაურიძე).
Der großgewachsene (1,95 m) Mittelgewichtler (bis 75 kg) wurde im Mai 1993 Vize-Weltmeister, nachdem er sich bei den Weltmeisterschaften in Tampere gegen Kestutis Dsedarawicius aus Litauen (3:1), Ahmed Dine aus Algerien (5:3), Andreas Bredler aus Schweden (K. o.) und Wassili Schirow aus Kasachstan (9:2) durchgesetzt hatte und erst im Finale gegen Ariel Hernández aus Kuba knapp mit 7:9 unterlag. Im Folgemonat gewann er zudem die Goldmedaille bei den Mittelmeerspielen in Narbonne. Er besiegte dabei den Italiener Raffaele Bergamasco und im Halbfinale den Griechen Ioannis Kokkolis nach Punkten, sowie im Finale den Tunesier Muhammed Lassoued durch K. o. in der ersten Runde. Im September desselben Jahres, erreichte er noch eine Bronzemedaille bei den Europameisterschaften in Bursa. Nach Siegen gegen Ľudovít Plachetka aus Tschechien (10:5) und Zsolt Erdei aus Ungarn (K. o.), schied er im Halbfinale gegen Alexander Lebsjak aus Russland (3:12) aus.
Im August 1999 folgte eine weitere Bronzemedaille bei den Weltmeisterschaften in Houston, nachdem er Jerson Ravelo, USA (K. o.), Ladislav Kutil, Tschechien (4:0) und Wjatscheslaw Burba, Kasachstan (6:1) besiegt hatte und erst im Halbfinale gegen Adrian Diaconu, Rumänien (2:10) verlor. Somit hatte er sich für die Olympischen Sommerspiele in Sydney qualifiziert, wo er gegen Mariano Carrera, Argentinien (K. o.) und Jung-Bin Lim, Südkorea (K. o.), das Viertelfinale erreichte. Beim Kampf um den Einzug ins Halbfinale und damit sicheren Gewinn einer Medaille, verpasste er durch eine 8:18 Punktniederlage gegen Vüqar Ələkbərov, Aserbaidschan.
Akın Kuloğlu starb 2001 als Taxifahrer bei einem Verkehrsunfall in den USA.